# 印第安敦 (密歇根州)
印第安敦（英語：Indiantown）是位於美國密歇根州梅諾米尼縣哈里斯鎮區的一個非建制地區。此地因在鐵路站興建前曾有印第安人定居而得名。

## 地理
印第安敦所處的海拔為高於海平面236米（即774英呎），而該地所採用的時區為UTC-6，即北美中部時區（CST）。同時該地設有夏令時間，為UTC-6調快一小時，即UTC-5（CDT）。